# Joe the Whizz Kid
Joe the Whizz Kid is een videospel voor de Commodore 64 en de Commodore 128. Het spel werd uitgebracht in 1985 door ALA Software. De speler speelt een mannetje die kan schieten.